# Рудолф Рупец
Рудолф Рупец (Грубишно Поље, 17. септембар 1895. — Загреб, 1. јул 1983) био је југословенски фудбалски репрезентативац.
Почео је да игра 1911. у Бечу, у јуниорима ФК Рапид Беч (родитељи су му били на раду у Аустрији), а од 1913. до 1920. био је првотимац овог славног бечког клуба. Године 1920. постао је члан 1. ХШК Грађански из Загреба, у чијем је дресу са великим успехом играо центархалфа (или левог халфа) до 1928. кад је завршио каријеру.
Био је неуморан на терену и добар одбрамбени играч — „разбијач“, али и одличан техничар и градитељ игре. Као члан загребачких „модрих“ освајао је национална првенства 1923. и 1926, а 1937/38. био је тренер ХАШК-а из Загреба кад је овај клуб освојио једину титулу националног првака.
Учествовао је 1920. и 1924. на два олимпијска турнира, у Антверпену и Паризу. Одиграо је девет утакмица за селекцију Загреба и девет утакмица за репрезентацију Југославије (1920—1924) Дебитовао је заједно са националним тимом 28. августа 1920. против Чехословачке (0:7) у Антверпену. На тој првој утакмици репрезентације Југославије (ондашње Краљевине Срба, Хрвата и Словенаца) био је теже повређен већ у 13. минуту и напустио је терен, тако да је наша репрезентација наставила борбу с играчем мање.
Од репрезентације опростио се 26. маја 1924. против Уругваја (0:7) на олимпијском турниру у Паризу.
Играо је и 10 утакмица за репрезентацију Аустрије.
Као репрезентативца и веома популарног фудбалера свога времена, општина родног Грубишног Поља прогласила га је за почасног грађанина.
Умро је улето 1983. у 88. години у Загребу.

## Трофеји

### ХШК Грађански
- Првенство (2): 1923. и 1926.

### ХАШК (тренер)
- Првенство (1): 1938.